# Acacia ruddiae
Acacia ruddiae là một loài thực vật có hoa trong họ Đậu. Loài này được D.H.Janzen miêu tả khoa học đầu tiên.